# Parochodaeus ritcheri
Parochodaeus ritcheri är en skalbaggsart som beskrevs av Carlson 1975. Parochodaeus ritcheri ingår i släktet Parochodaeus och familjen Ochodaeidae. Inga underarter finns listade i Catalogue of Life.